# Consell General d'Indre i Loira
El Consell General de l'Indre i Loira és l'assemblea deliberant executiva del departament francès de l'Indre i Loira a la regió de Centre. La seva seu es troba a Tours. Des de 2012, el president és Frédéric Thomas (PS)

## Antics presidents del Consell
| Nom | Nom                  | Dates de mandat | Dates de mandat | Partit |
| --- | -------------------- | --------------- | --------------- | ------ |
|     | Marc Desaché         | 1958            | 1970            | UNR    |
|     | André-Georges Voisin | 1970            | 1992            | RPR    |
|     | Jean Delaneau        | 1992            | 2001            | UDF    |
|     | Marc Pommereau       | 2001            | 2008            |        |
|     | Claude Roiron        | 2008            | 2011            | PS     |
|     | Marisol Touraine     | 2011            | 2012            | PS     |
|     | Frédéric Thomas      | 2012            | -               | PS     |

## Composició
El març de 2011 el Consell General de l'Indre i Loira era constituït per 37 elegits pels 37 cantons de l'Indre i Loira.
| Partit                        | Sigles | Electes |
| ----------------------------- | ------ | ------- |
| Majoria (24 escons)           |        |         |
| Partit Socialista             | PS     | 16      |
| Divers gauche                 | DVG    | 5       |
| Front d'Esquerra              | FG     | 2       |
| Europa Ecologia-Les Verts     | EELV   | 1       |
| Oposició (13 escons)          |        |         |
| Unió pel Moviment Popular     | UMP    | 4       |
| Divers Droite                 | DVD    | 6       |
| Nou Centre                    | NC     | 3       |
| President del Consell General |        |         |
| Frédéric Thomas (PS)          |        |         |